# Козаккулово
Козакку́лово (рос. Казаккулово) — присілок у складі Альменєвського округу Курганської області, Росія.
Населення — 153 особи (2010, 197 у 2002).
Національний склад станом на 2002 рік:
- башкири — 95 %